# بنك المني

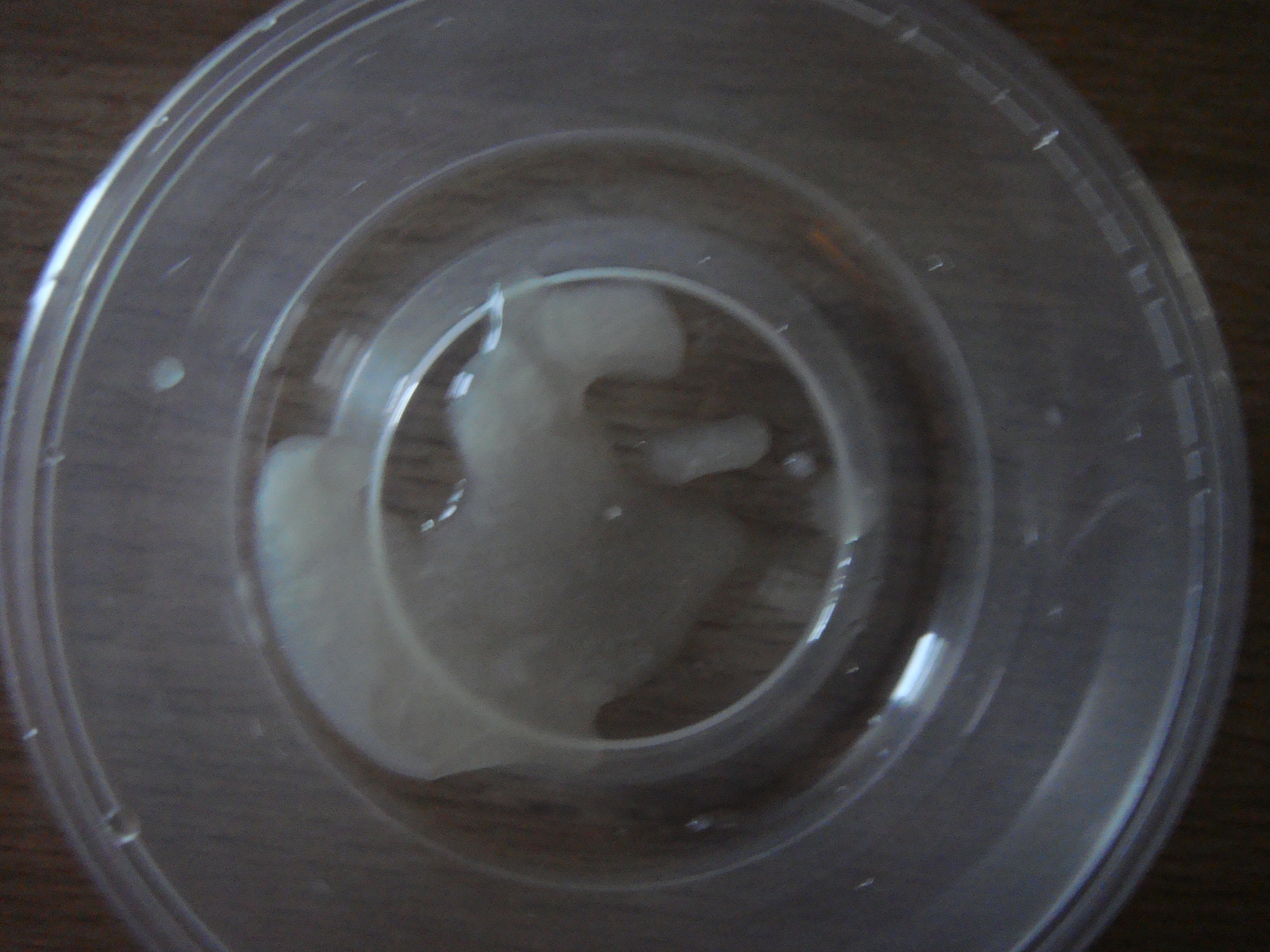

بَنْكُ المَنِيّ (بالإنجليزية: Sperm bank)‏ هو مرفق أو مؤسسة يجمع ويخزن الحيوانات المنوية البشرية من المتبرعين بها لاستخدامها بواسطة النساء الذين يحتاجون للحمل.، وتسمى عملية إدخال الحيوانات المنوية إلى امرأة بعملية التلقيح الاصطناعي.
ويجب أن يفي المتبرع بالحيوانات المنوية بمتطلبات محددة فيما يتعلق بالعمر والتاريخ الطبي. في الولايات المتحدة، يتم تنظيم عمل بنوك الحيوانات المنوية بواسطة إدارة الغذاء والدواء.

## حكمه في الإسلام
قال الشيخ بكر أبو زيد عضو هيئة كبار العلماء: «وقد أثبت الواقع الأثيم المطالبة بوجود بنوك المني (مراكز لحفظ المني)، وهذه سوق جديدة للمتاجرة بالنطف، ووجود طراز جديد لاسترقاق بني الإنسان، فأين هذا من تحطُّطِهم على الإسلام ببيع الرقيق. وعند قيام تلك فإن عامل الحصول على المال -ونحن في عصر المادة والاستمتاع بالخلاق- سيدفع من لا خلاق له بالتغرير بالرجل العقيم بأن ماءه يصلح للإنجاب فيأتي محله بماء رجل آخر سليم من العقم.»

## تجارب بشرية
قامت محكمة هولندية بأمر رجل هولندي انجب 500 طفلًا من خلال التبرع بحيواناته المنوية بأن يتوقف عن ذلك، وإذا قام مرة أخرى بهذا الشيء فسوف يتم تغريمه 100 ألف يورو.